# Vega de Valdetronco
Vega de Valdetronco község Spanyolországban, Valladolid tartományban.  Lakosainak száma 91 fő (2024).

## Népesség
A település népessége az utóbbi években az alábbiak szerint változott:
| Lakosok száma | 183  | 162  | 147  | 144  | 130  | 124  | 109  | 118  | 92   | 91   |
|               | 2001 | 2004 | 2007 | 2009 | 2012 | 2014 | 2017 | 2019 | 2022 | 2024 |